# Algemene verkiezingen in Tanzania (1995)

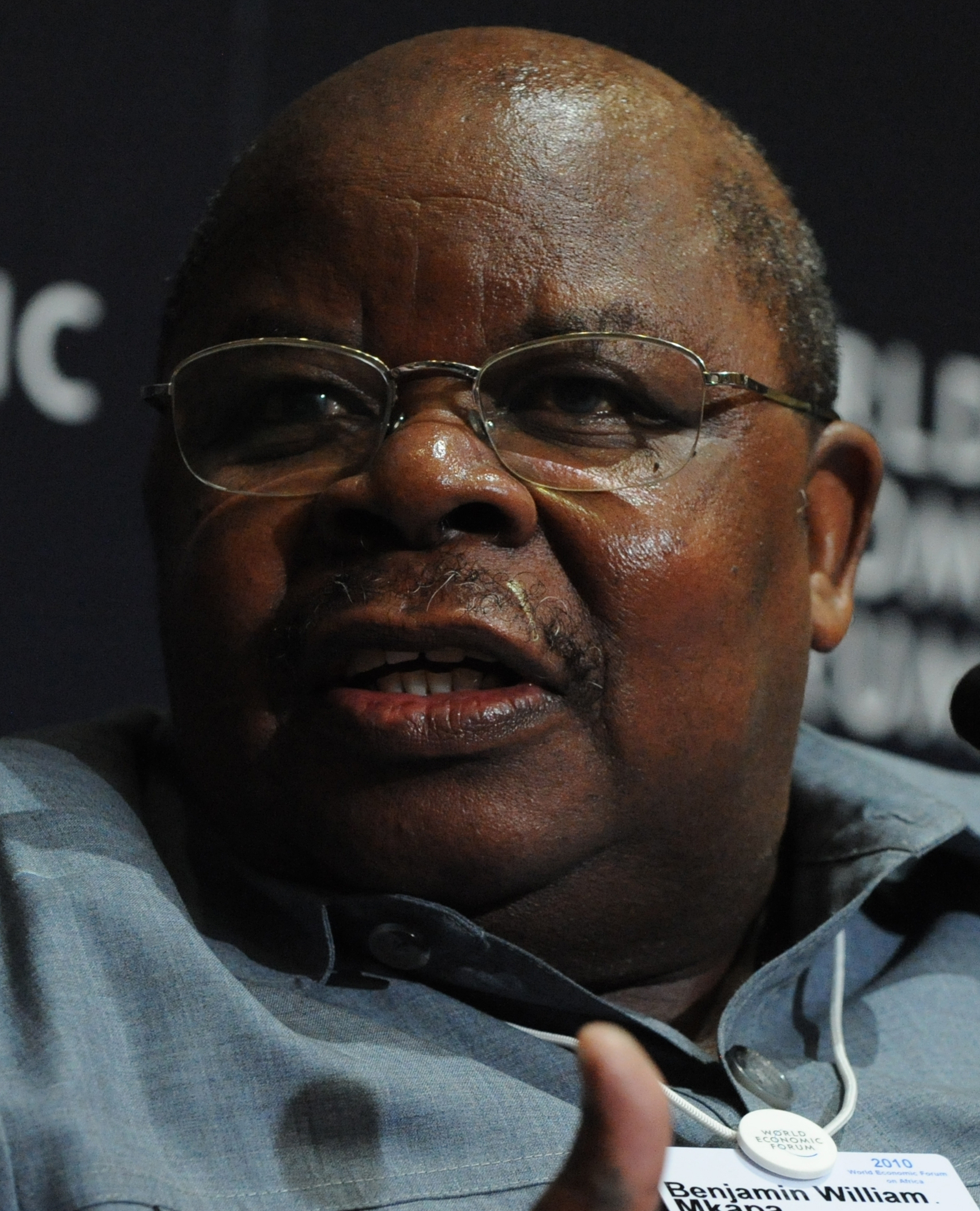
Benjamin Mkapa (CCM) werd met 62% van de stemmen tot president gekozen.

De algemene verkiezingen in Tanzania van 1995 waren de eerste verkiezingen in het land op basis van een meerpartijenstelsel en vonden op 29 oktober plaats. Er werd zowel een nieuwe president als een nieuwe Nationale Vergadering gekozen. De presidentsverkiezingen werden gewonnen door Benjamin Mkapa - hij kreeg 62% van de stemmen - de kandidaat van de regeringspartij Chama Cha Mapinduzi (CCM). De CCM is al sinds 1977 aan de macht in Tanzania en was tot 1992 ook de enige toegelaten partij. De voornaamste tegenstander van Mkapa, Augustino Mrema, behoorde tot oppositiepartij NCCR–Mageuzi. Mrema kreeg bijna 28% van de stemmen.
In de Nationale Vergadering bleef de CCM de grootste partij met 214 zetels en liet daarbij de andere partijen, die gezamenlijk niet verder kwamen dan 55 zetels, ver achter zich.

## Presidentsverkiezingen
| Kandidaat                       | Kandidaat                       | Partij                          | Stemmen   | %      |
| ------------------------------- | ------------------------------- | ------------------------------- | --------- | ------ |
|                                 | Benjamin Mkapa                  | Chama Cha Mapinduzi             | 4.026.422 | 61,82  |
|                                 | Augustino Mrema                 | NCCR–Mageuzi                    | 1.808.616 | 27,77  |
| Overige kandidaten              | Overige kandidaten              | Overige kandidaten              | 677.702   | 10,31  |
| Totaal                          | Totaal                          | Totaal                          | 6.512.745 | 100,00 |
|                                 |                                 |                                 |           |        |
| Totaal geldige stemmen          | Totaal geldige stemmen          | Totaal geldige stemmen          | 6.512.745 | 95,12  |
| Ongeldige stemmen/ blanco       | Ongeldige stemmen/ blanco       | Ongeldige stemmen/ blanco       | 333.936   | 4,88   |
| Totaal aantal stemmen           | Totaal aantal stemmen           | Totaal aantal stemmen           | 6.846.681 | 100,00 |
| Geregistreerde kiezers/ opkomst | Geregistreerde kiezers/ opkomst | Geregistreerde kiezers/ opkomst | 8.929.69  | 76,67  |
| Bron: EISA, AED                 |                                 |                                 |           |        |

## Parlementsverkiezingen

### Nationale Vergadering
| Partij                                                   | Partij                                                   | %                                                        | zetels |
| -------------------------------------------------------- | -------------------------------------------------------- | -------------------------------------------------------- | ------ |
|                                                          | Chama Cha Mapinduzi                                      | 59,22                                                    | 214    |
|                                                          | NCCR–Mageuzi                                             | 21,83                                                    | 19     |
|                                                          | CHADEMA                                                  | 6,16                                                     | 4      |
|                                                          | Civic United Front                                       | 5,02                                                     | 28     |
|                                                          | United Democratic Party                                  | 3,32                                                     | 4      |
| Overige partijen                                         | Overige partijen                                         | 4,44                                                     | 0      |
| Benoemd door de president                                | Benoemd door de president                                | Benoemd door de president                                | 10     |
| Indirect gekozen door Huis van Afgevaardigden (Zanzibar) | Indirect gekozen door Huis van Afgevaardigden (Zanzibar) | Indirect gekozen door Huis van Afgevaardigden (Zanzibar) | 5      |
| Landsadvocaat (Ex officio)                               | Landsadvocaat (Ex officio)                               | Landsadvocaat (Ex officio)                               | 1      |
| Totaal                                                   | Totaal                                                   |                                                          | 285    |
|                                                          |                                                          |                                                          |        |
| Aantal vrouwelijke parlementariërs                       | Aantal vrouwelijke parlementariërs                       | Aantal vrouwelijke parlementariërs                       | 37     |
|                                                          |                                                          |                                                          |        |
| Geregistreerde kiezers/ opkomst                          | Geregistreerde kiezers/ opkomst                          | 8.929.969                                                | 76,67  |
| Bron: EISA, AED                                          |                                                          |                                                          |        |

In de zeven kiesdistricten van Dar es Salaam werden de uitslagen ongeldig verklaard en vonden er op 19 november 1995 herverkiezingen plaats.